# رالف ويلكوكس
رالف ويلكوكس (بالإنجليزية: Ralph Wilcox)‏ هو سياسي أمريكي، ولد في 9 يوليو 1818 في إيست بلومفيلد في الولايات المتحدة، وتوفي في 18 أبريل 1877 في بورتلاند في الولايات المتحدة. حزبياً، نشط في الحزب الجمهوري. وقد انتخب عضو مجلس نواب أوريغون.